# Alep
Alep (în arabă ﺣﻠﺐ:, în AFI: [ˈħalab] ) este un oraș din Siria, capitală a Guvernoratului Alep și cel mai mare oraș din țară. Este situat la 48 km de granița cu Turcia. Cu o populație oficială 2.132.100 în 2004, Alep era cel mai mare oraș sirian înainte de Războiul Civil Sirian, totuși, acum Alep e al doilea cel mai mare oraș sirian, după capitala Siriei, care e Damasc.

## Etimologie
Alep era cunoscut în antichitate sub denumirea Khalpe, Khalibon, iar grecii și romanii îl numeau Beroea (Βέροια).

## Istoric
Așezat la intersecția unor importante rute comerciale, Alep este locuit de mult timp (este unul din cele mai vechi orașe locuite din lume) și a fost menționat pentru prima dată la sfârșitul mileniului III î.Hr. Ulterior, s-a aflat sub stăpânirea multor regate, inclusiv cel hitit (sec. XVI-XIV î.Hr.). Stăpânit de dinastia Ahemenizilor din Persia, între sec. VI și IV î.Hr., intră apoi sub controlul grecesc al dinastiei Seleucizilor, care i-au schimbat numele în Beroea. Inclus în Imperiul Roman în sec. I î.Hr., a prosperat timp de mai multe secole. În 637 d.Hr. a fost cucerit de arabi, sub stăpânirea cărora a revenit la vechiul său nume, Halab. Orașul rezistă ofensivei cruciaților (1224), fiind ulterior cucerit de mongoli (1260) și, în final încorporat în Imperiul Otoman (1516). 
Orașul Alep de astăzi este un centru industrial și cultural care rivalizează cu Damasc.

## Clima
| Date climatice pentru Aleppo                                                          | Date climatice pentru Aleppo | Date climatice pentru Aleppo | Date climatice pentru Aleppo | Date climatice pentru Aleppo | Date climatice pentru Aleppo | Date climatice pentru Aleppo | Date climatice pentru Aleppo | Date climatice pentru Aleppo | Date climatice pentru Aleppo | Date climatice pentru Aleppo | Date climatice pentru Aleppo | Date climatice pentru Aleppo | Date climatice pentru Aleppo |
| Luna                                                                                  | Ian                          | Feb                          | Mar                          | Apr                          | Mai                          | Iun                          | Iul                          | Aug                          | Sep                          | Oct                          | Nov                          | Dec                          | Anual                        |
| ------------------------------------------------------------------------------------- | ---------------------------- | ---------------------------- | ---------------------------- | ---------------------------- | ---------------------------- | ---------------------------- | ---------------------------- | ---------------------------- | ---------------------------- | ---------------------------- | ---------------------------- | ---------------------------- | ---------------------------- |
| Maxima medie °C (°F)                                                                  | 10.3 (50,5)                  | 12.6 (54,7)                  | 16.9 (62,4)                  | 22.6 (72,7)                  | 28.7 (83,7)                  | 33.6 (92,5)                  | 36.2 (97,2)                  | 36.1 (97)                    | 33.2 (91,8)                  | 27.0 (80,6)                  | 16.8 (62,2)                  | 11.9 (53,4)                  | 23,8 (74,9)                  |
| Minima medie °C (°F)                                                                  | 1.7 (35,1)                   | 2.4 (36,3)                   | 5.0 (41)                     | 8.9 (48)                     | 13.5 (56,3)                  | 18.1 (64,6)                  | 20.9 (69,6)                  | 20.9 (69,6)                  | 17.3 (63,1)                  | 12.4 (54,3)                  | 6.4 (43,5)                   | 3.3 (37,9)                   | 10,9 (51,6)                  |
| Minima istorică °C (°F)                                                               | −13 (9)                      | −10 (14)                     | −7 (19)                      | −2 (28)                      | 0 (32)                       | 9 (48)                       | 16 (61)                      | 15 (59)                      | 7 (45)                       | 5 (41)                       | −3 (27)                      | −8 (18)                      | −13 (9)                      |
| Precipitații mm (inches)                                                              | 60.3 (2.374)                 | 52.0 (2.047)                 | 46.1 (1.815)                 | 33.6 (1.323)                 | 17.9 (0.705)                 | 2.3 (0.091)                  | 0.1 (0.004)                  | 0.3 (0.012)                  | 2.2 (0.087)                  | 19.2 (0.756)                 | 35.2 (1.386)                 | 59.6 (2.346)                 | 328,8 (12,945)               |
| Nr. de zile cu precipitații (≥ 0.1 mm)                                                | 13                           | 14                           | 10                           | 7                            | 4                            | 1                            | 0                            | 0                            | 1                            | 4                            | 7                            | 11                           | 72                           |
| Ore însorite                                                                          | 120.9                        | 140.0                        | 198.4                        | 243.0                        | 319.3                        | 366.0                        | 387.5                        | 365.8                        | 303.0                        | 244.9                        | 186.0                        | 127.1                        | 3.001,9                      |
| Sursa nr. 1: World Meteorological Organization, Hong Kong Observatory (sun 1961–1990) |                              |                              |                              |                              |                              |                              |                              |                              |                              |                              |                              |                              |                              |
| Sursa nr. 2: BBC Weather (record highs and lows)                                      |                              |                              |                              |                              |                              |                              |                              |                              |                              |                              |                              |                              |                              |

## Patrimoniu mondial UNESCO
Centrul vechi istoric a fost înscris în anul 1986 pe lista patrimoniului cultural mondial UNESCO.

## Ravagiile războiului civil
Miercuri, 24 aprilie 2013, s-a prăbușit minaretul Marii Moschei a Omeiazilor din Alep, construite în secolul al VIII-lea și reconstruite în cel de-al XVIII-lea., rebelii și regimul acuzându-se reciproc de distrugerea acestui monument. Cu această ocazie au fost furate trei șuvițe de păr și un fragment de dinte, relicve care, potrivit tradiției, aparțineau profetului Mahomed.